# Ero spinifrons
Ero spinifrons is een spinnensoort in de taxonomische indeling van de Spinneneters (Mimetidae).
Het dier behoort tot het geslacht Ero. De wetenschappelijke naam van de soort werd voor het eerst geldig gepubliceerd in 1929 door Cândido Firmino de Mello-Leitão.